# Evangelische Kirche (Saarlouis)

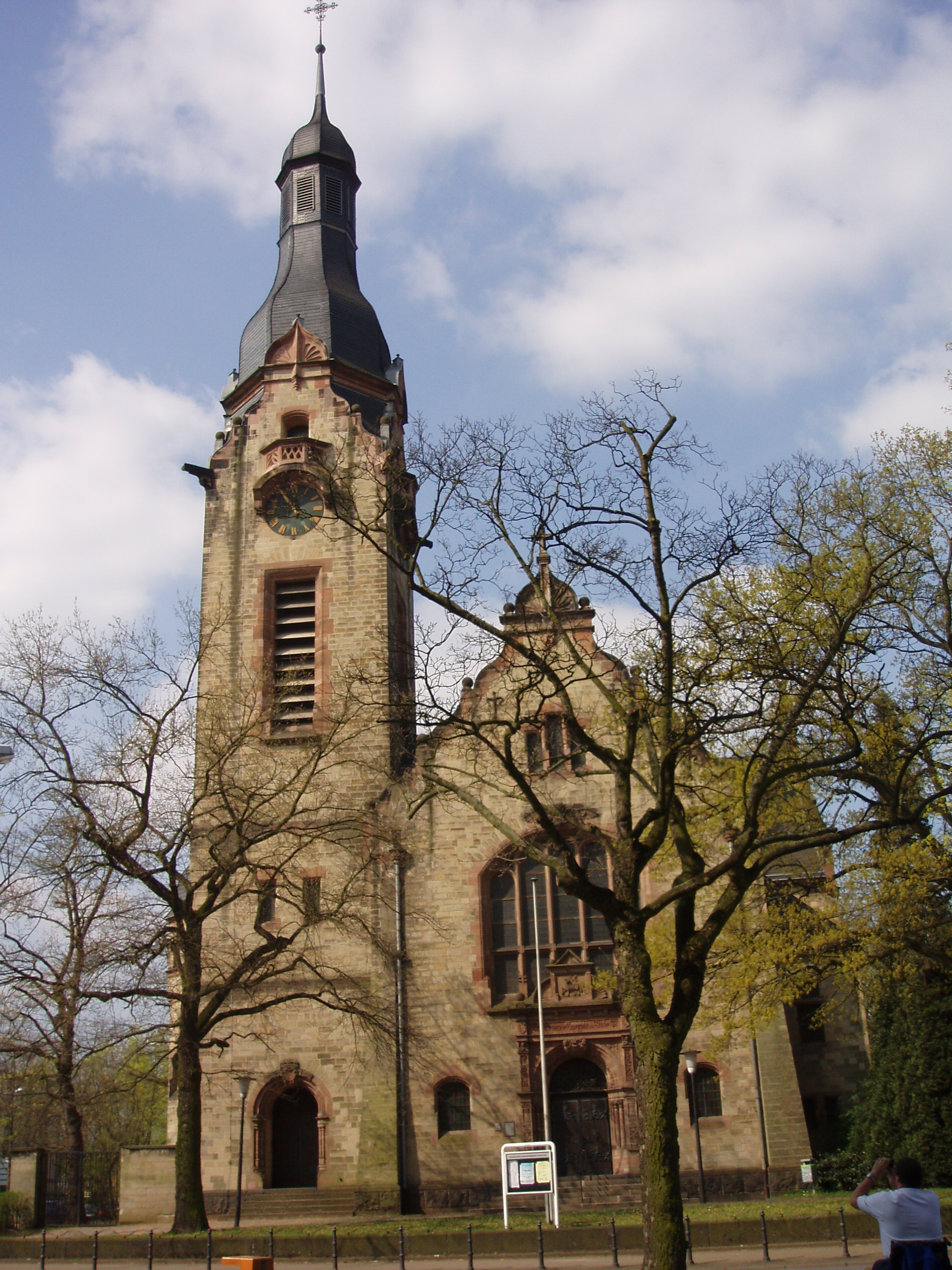
Evangelische Kirche Saarlouis

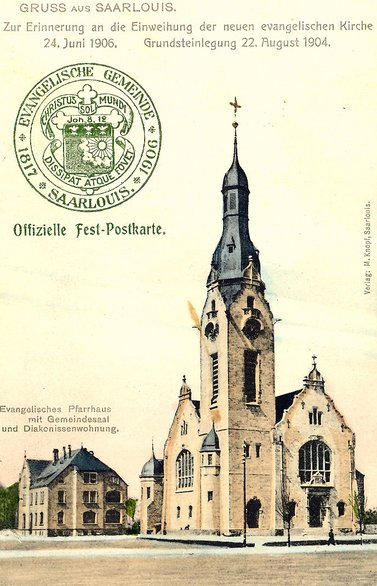
Ansicht von 1906

Die evangelische Kirche in der Kaiser-Wilhelm-Straße 2 im saarländischen Saarlouis ist ein Bauwerk in historisierendem Stil aus dem frühen 20. Jahrhundert. Sie ist die Pfarrkirche der Evangelischen Kirchengemeinde Saarlouis  im Kirchenkreis Saar-West der Evangelischen Kirche im Rheinland. In der Denkmalliste des Saarlandes ist die Kirche als Einzeldenkmal aufgeführt.

## Geschichte
Im 1680 als französische Festungsstadt gegründeten Saarlouis konnte sich erst nach der 1815 erfolgten Übergabe der Festung an Preußen eine evangelische Gemeinde bilden. Der preußische König Friedrich Wilhelm III. veranlasste den Umbau des ehemaligen Fechtsaals, des „Salle des Cadets“, zum Kirchenraum für die protestantische Gemeinde der Garnison, die auch die zivilen Protestanten von Saarlouis betreute. 1889 wurde der Festungsstatus von Saarlouis aufgegeben und 1893 die Pfarrstelle der Garnison aufgehoben. Stattdessen wurde eine Pfarrstelle für die evangelische Zivilbevölkerung eingerichtet. Um die neue Selbstständigkeit nach außen hin zu dokumentieren, wollte die evangelische Kirchengemeinde ein neues, repräsentatives Gotteshaus errichten. Als Standort für die neue Kirche und das Pfarrhaus wurde auf Anraten des Kölner Baurats Josef Stübben, der für die Stadtplanung der über die Festungsanlagen hinauswachsenden Stadt Saarlouis als Gutachter hinzugezogen worden war, die niedergelegte Bastion V (Bastion Louise) gewählt. Architekt Carl-Friedrich Schlück (Saarlouis) entwarf die Pläne für das Kirchengebäude. Die Grundsteinlegung erfolgte am 22. August 1904. Die Einweihung der fertiggestellten Kirche wurde am 29. Juni 1906 vorgenommen.
Errichtet wurde das Gotteshaus über einem Sockel aus schwarzem Basalt in gelbem Sandstein mit rot eingefassten Türen und Fenstern. Bei dem gelben Sandstein, der zum Bau der Kirche verwendet wurde, handelt es sich hauptsächlich um abgetragenes Baumaterial der abgerissenen Festung. Die Steine wiederum stammten vom Limberg über Wallerfangen.
In Nachbarschaft zur Kirche steht das zugehörige schon 1902 errichtete Pfarrhaus am Kaiser-Friedrich-Ring 46, das ebenfalls von Carl-Friedrich Schlück geplant wurde. Es wurde 1906 um eine Gartenhalle erweitert.
Zwei Eichen, die aus Eicheln der Wittenberger Luthereiche gezogen worden waren, wurden 1910 vor der Kirche gepflanzt. Eine weitere Eiche, die sich auf der Rückseite der Kirche befindet, stammt aus dem Sachsenwald und eine der Linden vom Sterbeort der Königin Louise. 1906 wurde das Grundstück eingefriedet.

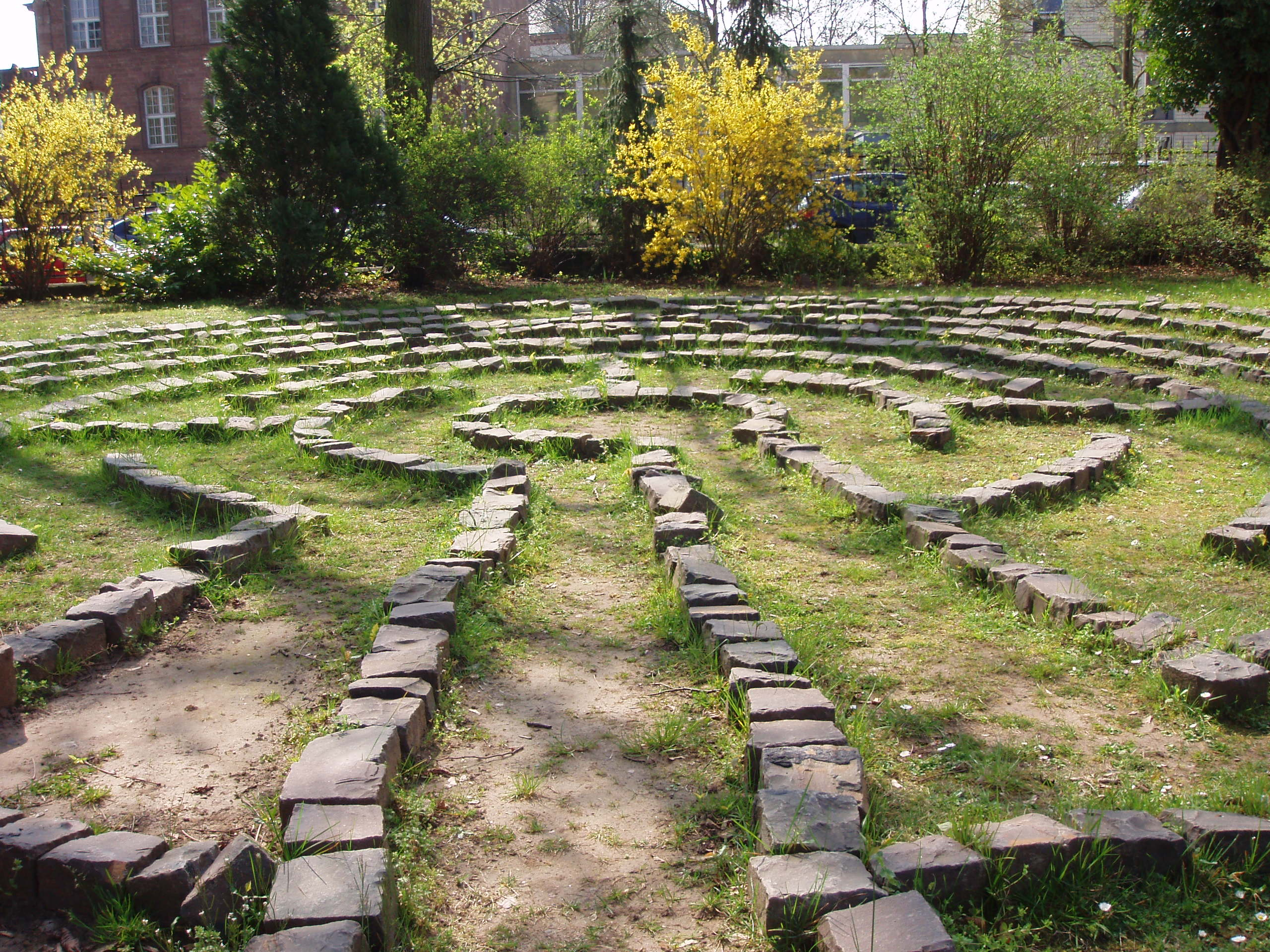
Kirchengarten
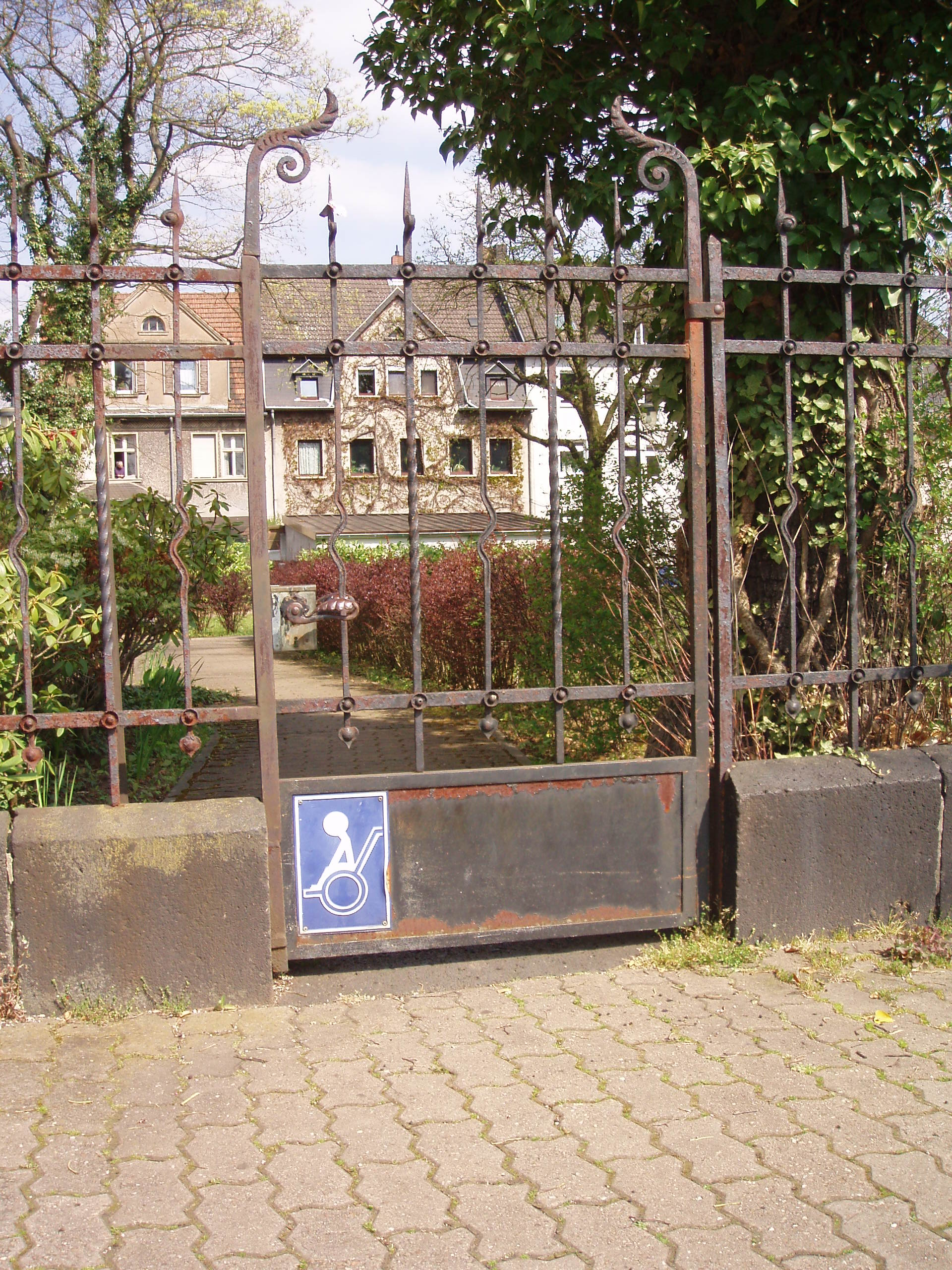
Einfriedung

## Architektur und Ausstattung

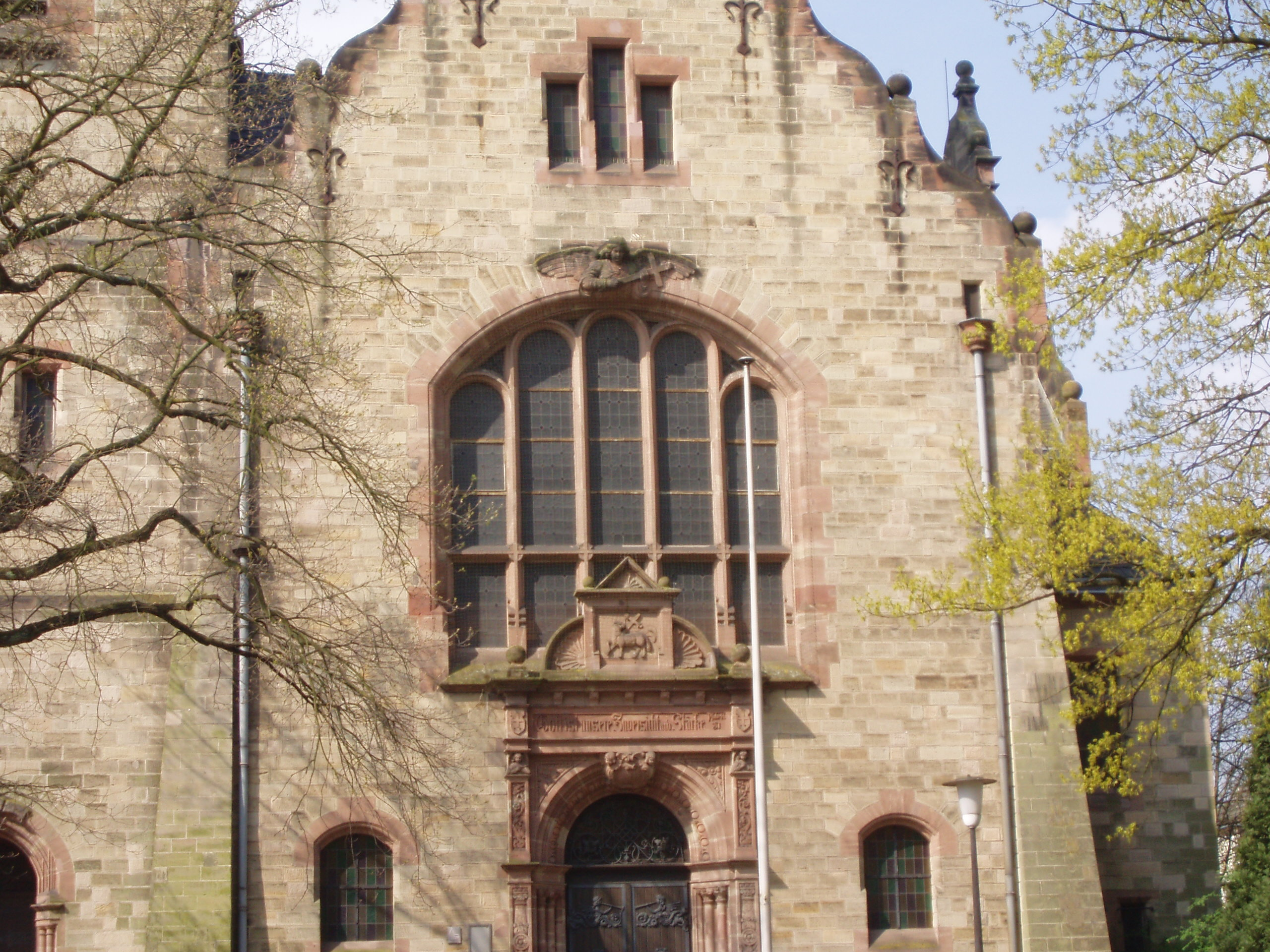
Fassadendetail der Portalfront

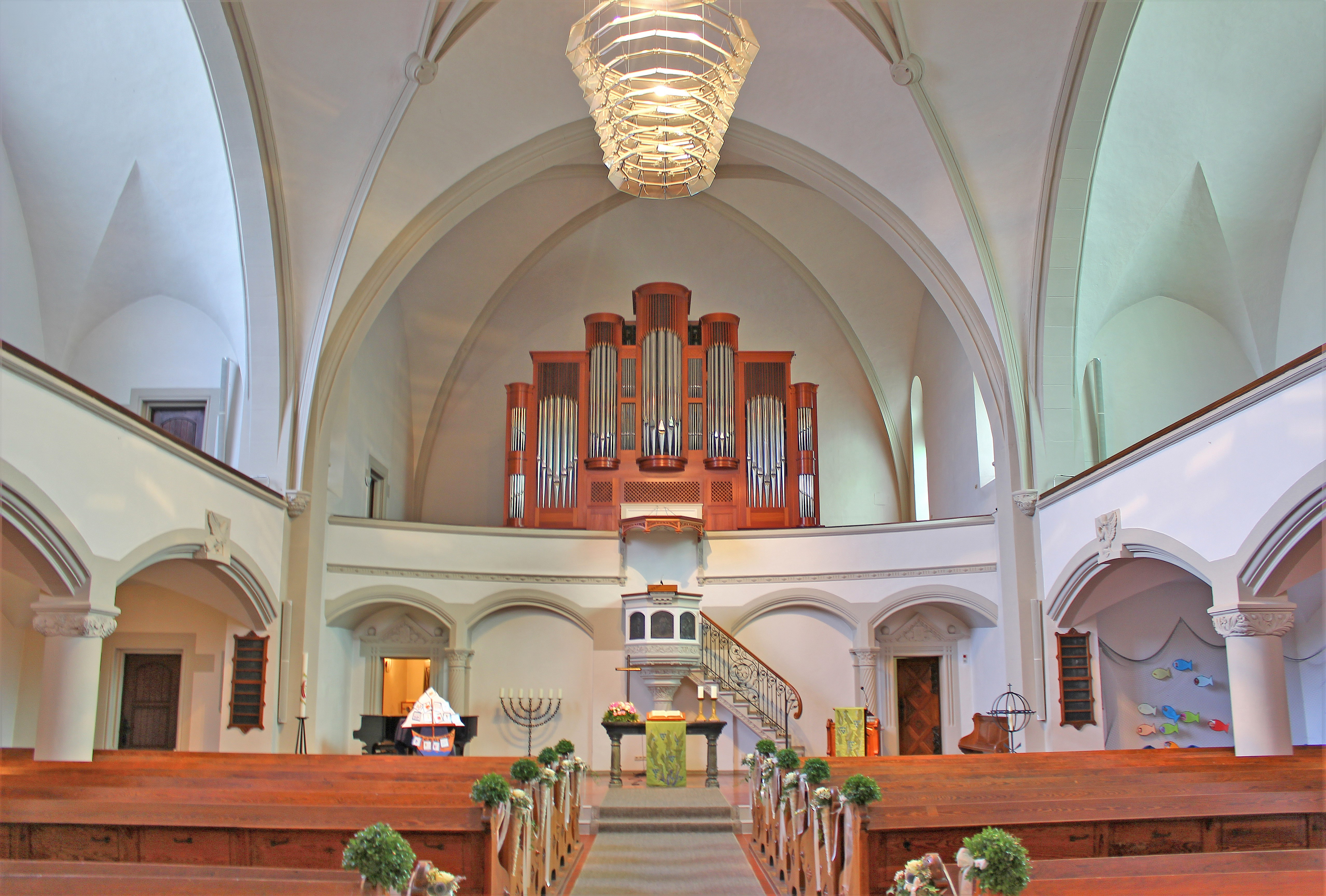
Innenraum mit Blick auf Altar, Kanzel und Orgel

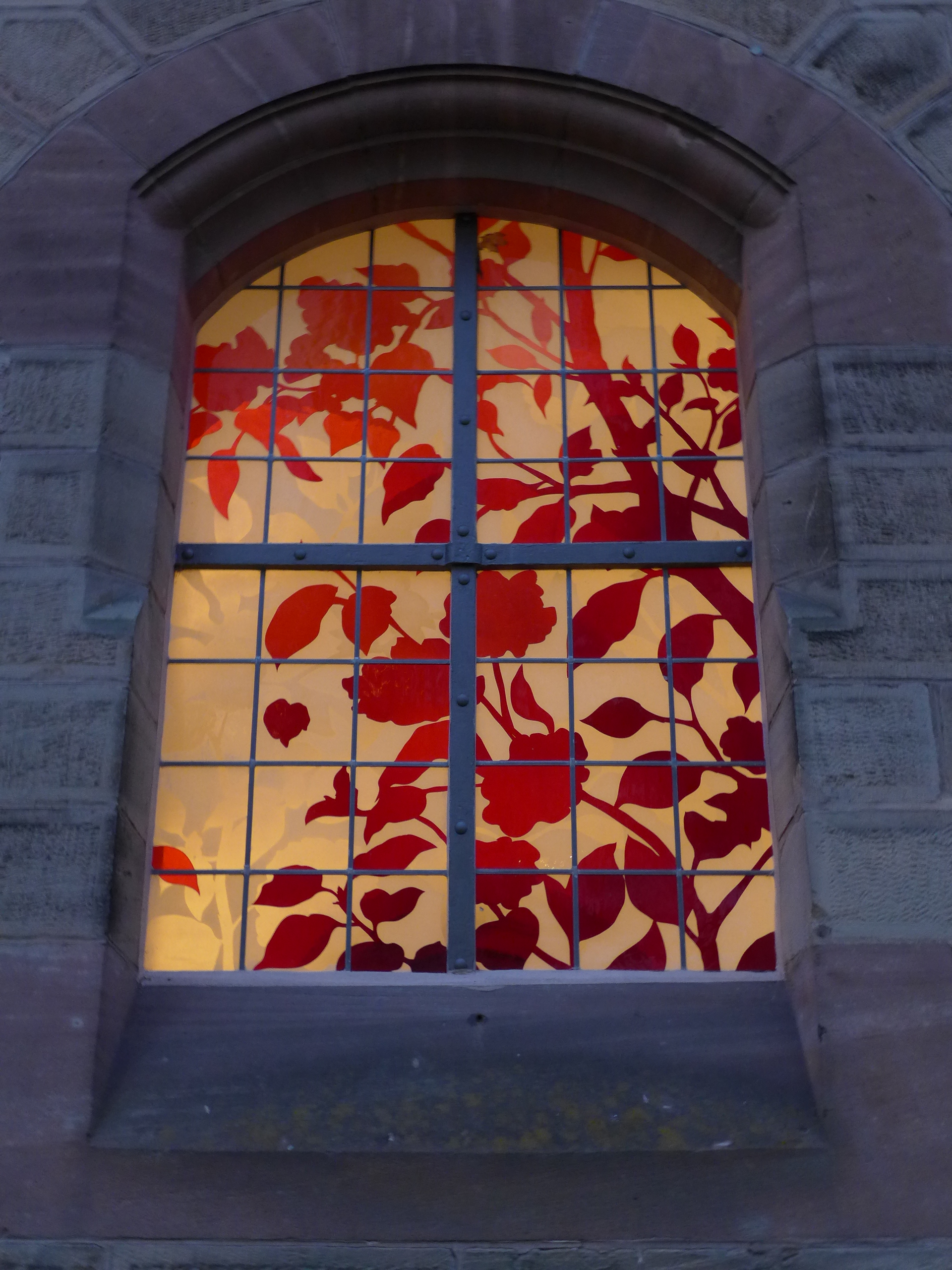
Saarlouis, Ev. Kirche, Blütenfenster rechts neben dem Portal, Außenansicht bei Innenbeleuchtung

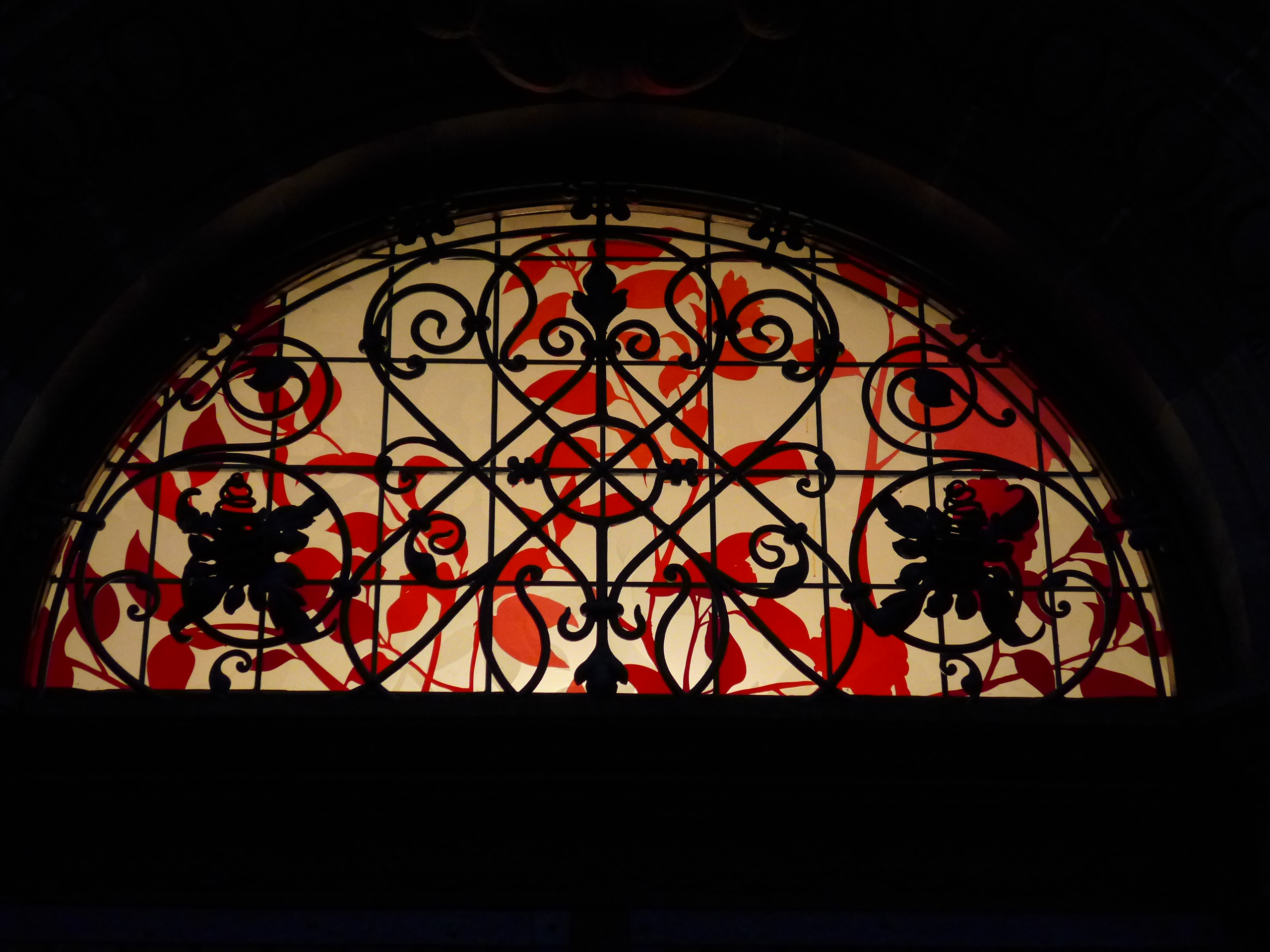
Saarlouis, Ev. Kirche, Portalbogenfenster, Außenansicht bei Innenbeleuchtung

Bei dem Kirchengebäude handelt es sich um eine Saalkirche mit markantem Eckturm und zahlreiche Schauseiten im Stil des Historismus, der zahlreiche Baustile aufgreift. So weist der Turm eine neobarocke Haube auf, während die Schauseiten am Außenbau Elemente der Neogotik und der Neorenaissance miteinander vereinigen.
Der Grundriss der Kirche hat die Form eines griechischen Kreuzes mit Emporen in den vier Kreuzarmen. Das Gotteshaus ist ein Zentralbau, das im Inneren durch ein leichtes Kreuzrippengewölbe mit zentralem Rippennetz betont wird.
Das aufwändig gestaltete Hauptportal der Kirche wird flankiert von zwei Pilastern, die einen Rundbogen mit Schlussstein tragen. Darüber befindet sich ein Relief mit der Darstellung des Lamm Gottes. Der Schlussstein des Rundbogens zeigt eine Kartusche mit Christusmonogramm. Als Bauschmuck tragen die Pilaster eine fünfblättrige Blüte mit herzförmigem Stempel und Kreuz, die sich zwischen Weinblättern und Ähren befinden, die wiederum als Brot und Wein die Erlöserverheißung symbolisieren.
Die Innenausstattung der Kirche besorgte größtenteils der Architekt des Kirchengebäudes Carl-Friedrich Schlück. Zu seinen Arbeiten gehören die Kanzel und der Taufstein sowie Kapitelle und eine Doppelampel. Altar, Kanzel und Orgel sind dem Wiesbadener Programm folgend, das Forderungen an den evangelischen Kirchenbau beinhaltet, übereinander angeordnet.
An der mit Pflanzenelementen geschmückten Kanzel, einem in die Wand integrierten achteckigen Korb, sind Flachrelieftafeln aus getriebenem Kupfer angebracht, die die Gleichnisse vom Sämann, dem guten Hirten, dem barmherzigen Samariter und dem verlorenen Sohn darstellen. Der aus Savonnières-Kalkstein bestehende Taufstein weist eine Verzierung mit Rosen auf. Als Verweis auf die jüdischen Wurzeln des christlichen Glaubens ist im Altarraum eine Menora aufgestellt.
Nachdem im Zweiten Weltkrieg die ursprünglichen Fenster zerstört worden waren, die der Überlieferung nach teilweise farbige Verglasung mit Porträts, Wappen und Randdekorationen aufgewiesen hatten, gestaltete der ungarische Architekt und Glasmaler György Lehoczky (Saarbrücken) 1955 vier neue Fenster unter der Nord- und der Südempore. Die in mundgeblasenem Echtantikglas ausgeführten bleiverglasten Fenster in kräftigen, leuchtenden Farben zeigen die Darstellungen „Matthäus, Petrus, Markus“, „Bergpredigt“, „Emmausweg“ und „Lukas, Paulus, Johannes“ und greifen damit unter anderem die bildhauerischen Darstellungen der Evangelisten-Symbole auf, die sich an den Brüstungen der Emporen befinden.
Die übrigen Fenster, fünfbahnige Stichbogenfenster über den Emporen, waren zuvor mit sogenanntem Bank- oder Tischglas ohne jede dekorative oder bildliche Darstellung verglast worden. Nach jahrzehntelanger Einwirkung von Abgasen und saurem Regen waren Spuren an den Fenstern unübersehbar geworden, sodass 2005 die ersten Vorarbeiten zu einem Austausch der Fenster begannen. Drei Künstler wurden vom Presbyterium eingeladen, Vorentwürfe zu erarbeiten, von denen der Entwurf der Glasmalerin Saskia Schulz (Stuttgart) nach wiederholter Aussprache die Mehrheit des Gremiums erhielt. 2010 entstanden so die drei „Blütenfenster“,  mit floralen Motiven, die auf dem Glas in unterschiedlicher farblicher Intensität erscheinen. Erzielt wurde dies, indem die Künstlerin mundgeblasene klare Echtantikgläser bzw. Überfanggläser entsprechend ätzte und mit Sandstrahl mattierte. Die zurückhaltenden Darstellungen von Zweigen mit Blättern und Blüten mit ihrer Beschränkung auf jeweils eine Farbe (Rot, Grün und Blau) nehmen Rücksicht auf die leuchtenden, vielfarbigen Fenster von György Lehoczky. Für den Einbau der Fenster zeichnete die Mayr’sche Hofkunstanstalt (München) im Herbst 2010 verantwortlich.

## Orgel

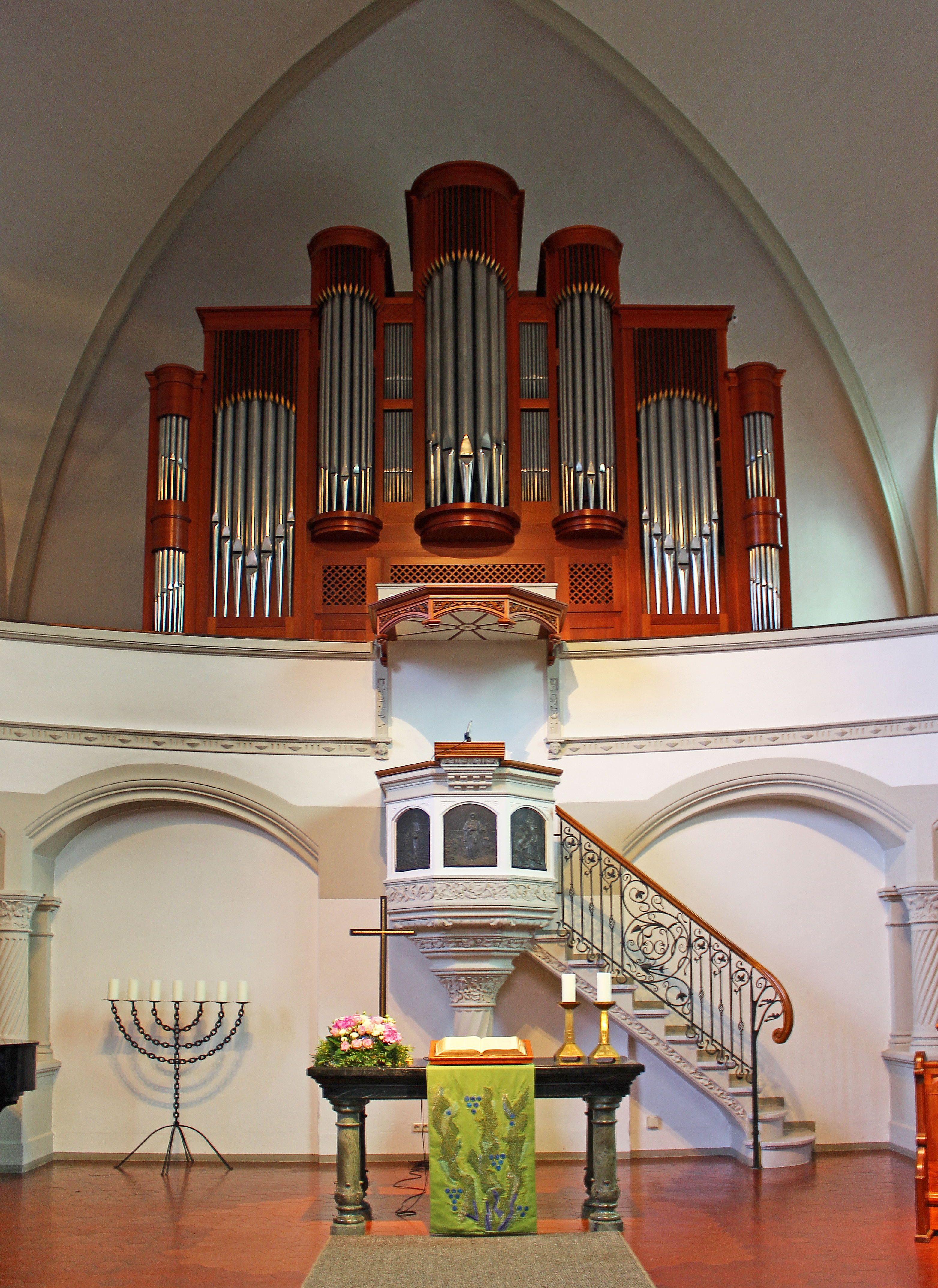
Prospekt der Führer-Orgel

Die erste Orgel der Kirche wurde 1901 von Mamert Hock (Saarlouis) für die Garnisonskirche Saarlouis gebaut und zu einem späteren Zeitpunkt in die 1906 eingeweihte evangelische Kirche überführt. Das Kegelladen-Instrument mit pneumatischer Spiel- und Registertraktur verfügte über 22 Register, verteilt auf zwei Manuale und Pedal.
Während des Ersten Weltkrieges erklärte sich 1917 das Presbyterium dazu bereit für Kriegszwecke die Zinkpfeifen der Orgel abzugeben und Ersatz dafür zu beschaffen. 1928 unternahm die Orgelbaufirma Schwenkedel (Straßburg) den Einbau eines neuen Motors und eine Generalüberholung des Orgelwerks.
Nach dem Zweiten Weltkrieg beschloss das Presbyterium, das Pfeifenwerk wieder notdürftig herstellen zu lassen. Im Sommer 1950 erhielt Orgelbaumeister Lotar Hintz (Saarbrücken) hierfür den Auftrag. Die Wiederherstellung sollte in einzelnen Abschnitten erfolgen, wobei im Rahmen dieser Arbeiten zeitweilig die Empore über dem Haupteingangsportal als neuer Standort der Orgel vorgesehen war, was aber aus architektonischen Gründen nicht zur Umsetzung kam. Des Weiteren sollte Hintz auch eine Anpassung des Orgelprospektes vornehmen. In der Folge trat an die Stelle des bisherigen symmetrischen fünfgliedrigen Prospektes im neobarocken Stil, der zusammen mit Altar und Kanzel nach Vorgabe des Wiesbadener Programm ein harmonisches Ensemble bildete, ein Freipfeifenprospekt ohne Gehäuse. Zusätzlich zur optischen Veränderung kam es auch zu einer Veränderung des Klangbildes, da nach Abschluss der Arbeiten von den originalen Registern nur wenige erhalten blieben. Am 1. Juli 1952 erfolgte die Weihe des wiederhergestellten Instrumentes. Im Jahr 1982 nahm die Firma Hugo Mayer (Heusweiler) den Einbau einer elektrischen Spiel- und Registertraktur vor. Orgelbauer Werner Rohé (Eschringen) übernahm Mitte der 1980er Jahre die Wartung der Orgel.
Im Jahr 2001 ersetzte man die Hock-Orgel, von der 2002 Teile für den von Thomas Gaida (Wemmetsweiler) vorgenommenen Neubau der Orgel der Herz-Jesu-Kirche in Wustweiler wiederverwendet wurden, durch ein gebrauchtes Instrument der Orgelbauwerkstatt Führer (Wilhelmshaven). Diese Orgel war 1966 ursprünglich für die Lutherkirche in Leer (Ostfriesland) erbaut worden und wurde 2001 von der evangelischen Kirchengemeinde Saarlouis gekauft. Bei der Versetzung des Instrumentes von Leer nach Saarlouis nahm Orgelbauer Anton Škrabl einige Veränderungen vor, indem das Oberwerk schwellbar gemacht wurde. Ferner wurden im Hauptwerk eine Terzzimbel durch einen Salicional 8′, im Schwellwerk eine Quintade 8′ durch eine Gambe und ein Aliquot durch eine Vox coelestis ersetzt, und im Pedal kam ein offener Principal 16′ hinzu. Das Instrument besitzt nach den Umbaumaßnahmen 41 Register, verteilt auf 3 Manuale und Pedal. Die Disposition lautet wie folgt:
| I Brustwerk C–f3 |             |    |
| 1.               | Holzgedackt | 8′ |
| 2.               | Blockflöte  | 4′ |
| 3.               | Prinzipal   | 2′ |
| 4.               | Oktave      | 1′ |
| 5.               | Terzian II  |    |
| 6.               | Scharff III |    |
| 7.               | Regal       | 8′ |
|                  | Tremulant   |    |

| II Hauptwerk C–f3 |             |       |
| 8.                | Quintade    | 16′   |
| 9.                | Prinzipal   | 8′    |
| 10.               | Rohrflöte   | 8′    |
| 11.               | Salicional  | 8′    |
| 12.               | Oktave      | 4′    |
| 13.               | Gedackt     | 4′    |
| 14.               | Nasard      | 2 ⁄3′ |
| 15.               | Oktave      | 2′    |
| 16.               | Mixtur IV-V |       |
| 17.               | Trompete    | 16′   |
| 18.               | Trompete    | 8′    |

| III Schwellwerk C–f3 |                |       |
| 19.                  | Gedackt        | 8′    |
| 20.                  | Gambe          | 8′    |
| 21.                  | Vox coelestis  | 8′    |
| 22.                  | Prinzipal      | 4′    |
| 23.                  | Rohrflöte      | 4′    |
| 24.                  | Oktave         | 2′    |
| 25.                  | Spitzflöte     | 2′    |
| 26.                  | Quinte         | 1 ⁄3′ |
| 27.                  | Sesquialter II |       |
| 28.                  | Mixtur III     |       |
| 29.                  | Schalmey       | 16′   |
| 30.                  | Oboe           | 8′    |
|                      | Tremulant      |       |

| Pedal C–f1 |           |     |
| 31.        | Prinzipal | 16′ |
| 32.        | Subbass   | 16′ |
| 33.        | Prinzipal | 8′  |
| 34.        | Gedackt   | 8′  |
| 35.        | Oktave    | 4′  |
| 36.        | Nachthorn | 4′  |
| 37.        | Mixtur IV |     |
| 38.        | Posaune   | 16′ |
| 39.        | Trompete  | 8′  |
| 40.        | Clarine   | 4′  |
| 41.        | Cornett   | 2′  |

- Koppeln: I/II, III/II, I/P, II/P, III/P